# Ortalis canicollis
Il ciacialaca del Chaco (Ortalis canicollis (Wagler, 1830)) è un uccello galliforme della famiglia dei Cracidi, diffuso in Sud America.

## Tassonomia
Sono note due sottospecie:
- Ortalis canicollis canicollis (Wagler, 1830) - diffusa in  Bolivia, Paraguay occidentale e Argentina
- Ortalis canicollis pantanalensis (Cherrie and Reichenberger, 1921) - Paraguay orientale e Brasile sud-occidentale

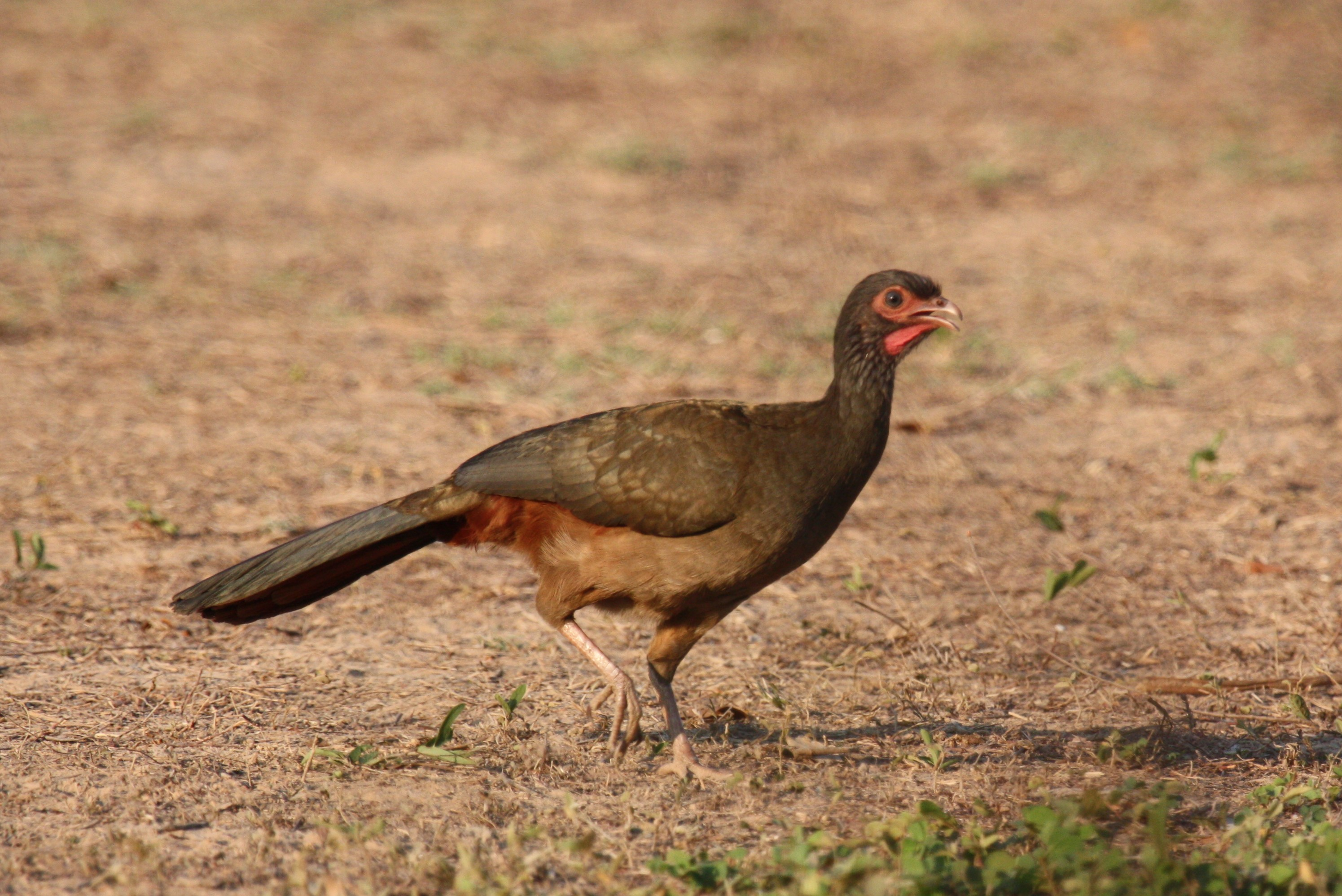
ciacialaca del Chaco